# Man with a Movie Camera (album)
A Man with a Movie Camera az angol The Cinematic Orchestra zenekar negyedik lemeze.
Az 1929 Man with a Movie Camera (Ember a felvevőgéppel) néma dokumentumfilm remake-jének a filmzenéje is, amit az orosz Dziga Vertov rendezett.
Az album a zenekar 2008-as "Live At The Roundhouse" koncertfelvételén újra kiadásra került.

## Számok
1. "The Projectionist" – 0:06
2. "Melody" – 0:20
3. "Dawn" – 4:00
4. "The Awakening Of A Woman (Burnout)" – 10:20
5. "Reel Life (Evolution II)" – 6:57
6. "Postlude" – 1:45
7. "Evolution (Versao Portuense)" – 5:47
8. "Work It! (Man With A Movie Camera)" – 8:05
9. "Voyage" – 0:22
10. "Odessa" – 2:05
11. "Theme De Yoyo" – 2:20
12. "The Magician" – 2:26
13. "Theme Reprise" – 2:53
14. "Yoyo Waltz" – 1:17
15. "Drunken Tune" – 4:50
16. "The Animated Tripod" – 1:12
17. "All Things" – 6:06

## Külső hivatkozások
- Man with a Movie Camera at the Ninja Tune discography
- Man with a Movie Camera  a MusicBrainz-en
- The Cinematic Orchestra official website